# 工段营造录
《工段营造录》，清代李斗著于乾隆六十年（1795年），收入《扬州画舫录》卷十七。乾隆年间，扬州盐商富豪在瘦西湖边大兴土木，建造园林、别墅。据李斗自序，三十年来，“曾往来于诸工段间，阅历既熟，以目之所见，耳之所闻，皆登而纪之”，将扬州瘦西湖上的工段营造制度方面的见闻，写成《工段营造录》，附于《扬州画舫录》卷十七
雍正十二年（1734年）清工部颁布了钦定的《工程做法》（又称清工部工程做法则例 ），对建筑制度作出严格的规范化，李斗《工段营造录》成书在《工程做法》之后数十年，当时清代营造标准已经定型，书中反映的扬州瘦西湖上工段营造法则，确实反映清代《工程做法》，大部分术语和营造标准，和清代工部《工程做法》相符。
1931年 中国营造学社出版《工段营造录》单行本。

## 内容
《工段营造录》全书49章：
1. 平地盘，画图样，按式作纸屋样板。
2. 平基土作
3. 华表做法
4. 方亭与六柱圆亭做法
5. 大木做法：檐柱、金柱、大小额枋、平板枋、挑尖枋、随梁枋、挑檐桁枋、正心桁、里外两拽枋、井口枋、老檐桁、天花梁、七架梁等。
6. 七檩三滴水歇山正楼 做法
7. 折料法则
8. 斗科做法：柱头科、平身科、角科；大斗、正心瓜拱、正心万栱、头二昂、单材瓜拱、单材万拱、厢栱、十八斗、槽升、三才等。
9. 自喻皓造木经
10. 木植见方之法
11. 搭材匠
12. 營舍之工
13. 筒瓦
14. 墁地
15. 大脊
16. 墙脚跟
17. 砍砖匠
18. 琉璃瓦
19. 糙尺
20. 石料
21. 湖上地少屋多
22. 顶为浮图
23. 装修
24. 古者在墙为牖
25. 建造桥梁
26. 雕銮匠之职
27. 琉璃转盘鼓儿影壁
28. 覆橑
29. 铜料做法
30. 亮铁槽活
31. 油漆匠
32. 画作以墨金为主
33. 六典中装潢匠
34. 花架有一面夹堂之分
35. 匾有龙头素线之分
36. 厅事如殿也
37. 正寝曰堂
38. 正构皆曰阁
39. 两边起土为台
40. 楼与阁大同小异
41. 行旅宿会之所馆曰亭
42. 古者肃齐不齐曰斋
43. 浮桴在内
44. 大屋中施小屋
45. 古者依水为屋
46. 陈设以宝座屏风为首务
47. 结彩属之官厅部
48. 铺地用棕毯
49. 民间厅事置长几